# Кулдуркаев, Яков Яковлевич
Я́ков Я́ковлевич Кулдурка́ев (22 октября 1894 — 28 июля 1966) — советский эрзянский поэт и писатель. Автор поэмы «Эрьмезь».

## Биография
Яков Кулдуркаев родился 22 октября 1894 года в селе Лобаски (ныне Атяшевский район Республики Мордовия) в крестьянской семье.
В 1903—1906 годах ходил в сельскую начальную школу. В 1912 году окончил Саранское реальное училище. Отправился в Сибирь, где работал табельщиком на Амурской железной дороге.
В 1915 году был призван в армию, принимал участие в Первой мировой войне, был контужен. Позднее участвовал в Гражданской войне в рядах Красной армии. После возвращения с фронта в 1923 году поступил на курсы счетоводов в Москве, которые вскоре окончил. Работал счетоводом, бухгалтером, ревизором.
В 1938 году был репрессирован как «враг народа». Отбывал заключение в лагерях Коми АССР, Новгородской и Джамбульской областей. Реабилитирован в 1958 году.
Яков Кулдуркаев скончался 28 июля 1966 года, похоронен на родине, в селе Лобаски.

## Творчество
По словам Кулдуркаева, первые его литературные произведения относятся к 1910 году. На становление его творчества оказал влияние мордовский народный фольклор, а также знакомство с писателями Ф. М. Чесноковым, П. С. Глуховым и А. М. Моро.
В 1928 году Кулдуркаев опубликовал первые главы своей поэмы «Эрьмезь» в газете «Якстере теште», а в 1935 году вышло полное издание поэмы. В поэме описывается прошлое мордовского народа XIII века. Поэт А. М. Моро так отзывался о творчестве Кулдуркаева:
В тридцатые годы была создана гениальная поэма Я. Я. Кулдуркаева «Эрьмезь», которую по значимости для мордовского народа можно сравнить только со «Словом о полку Игореве» для русского народа. Эта поэма стала сияющей вершиной мордовской поэзии и всей литературы и служит большим вкладом в сокровищницу мировой поэзии…
После возвращения из заключения Кулдуркаев взялся за доработку своего произведения, но не успел издать окончательный вариант. Он был опубликован только в 1980-х годах. Ряд произведений Кулдуркаев написал для детей: поэма «Сенксь» («Цапля»), рассказ «Андямо» и другие.

## Память
На родине поэта в селе Лобаски в честь Кулдуркаева названа улица.